# 劉子霄
劉子霄（461年—464年），字孝云，宋孝武帝劉駿第二十三子，母為江婕妤。為劉子玄、劉子况的胞弟。大明五年（461年），出生，八年（464年）薨逝，追封淮阳王，谥思。